# Taxusspikkelspanner
De taxusspikkelspanner (Peribatodes rhomboidaria) is een nachtvlinder uit de familie van de spanners. De spanwijdte van de vlinder bedraagt tussen de 30 en 38 millimeter.
Per jaar wordt meestal één generatie voortgebracht die vliegt van mei tot en met september. Soms komt ook een tweede generatie voor.
Waardplanten van de rupsen komen uit de geslachten Clematis, Prunus en Ligustrum. De vlinder komt algemeen voor in Nederland en België.

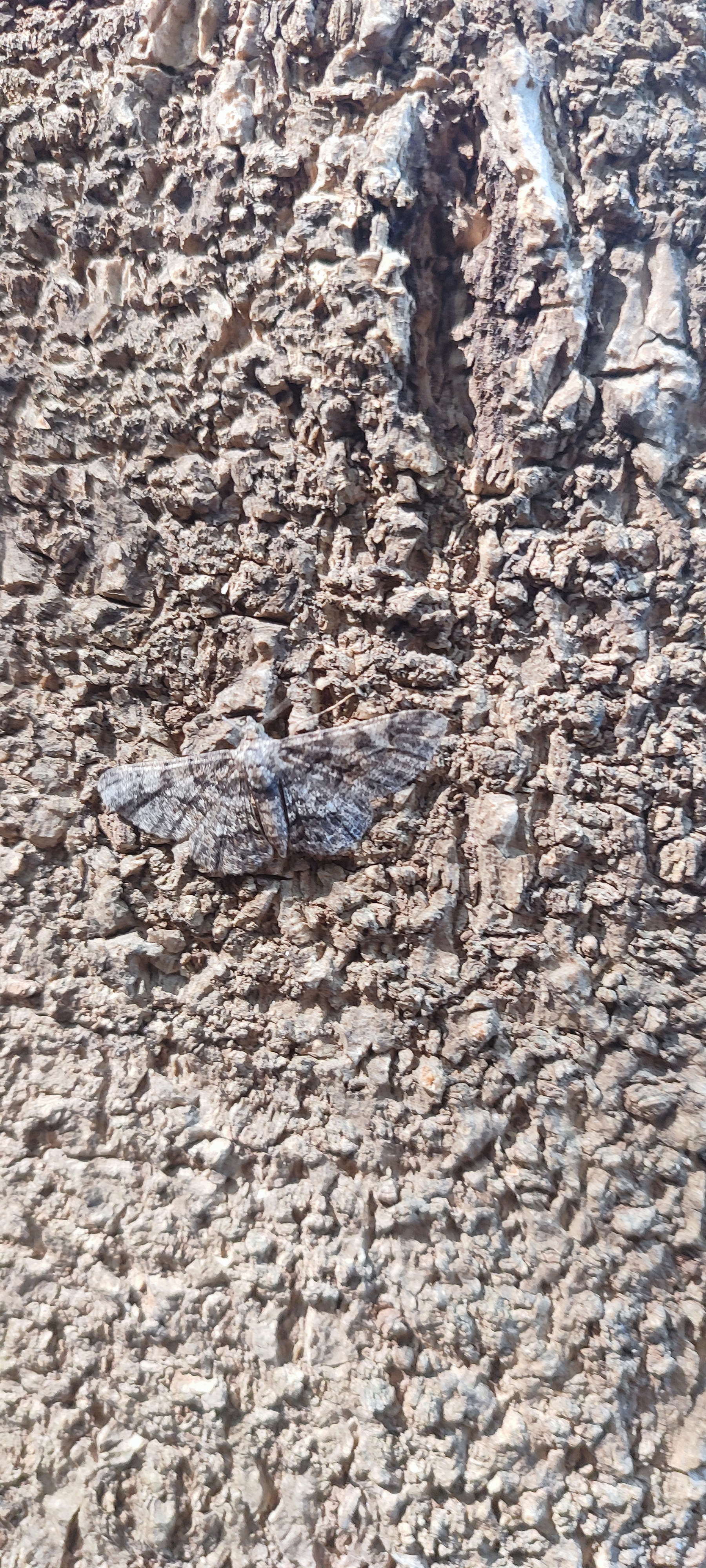
Peribatodes rhomboidaria